# Bánhida megállóhely
Bánhida megállóhely egy Komárom-Esztergom vármegyei vasúti megállóhely Tatabánya településen, a MÁV üzemeltetésében; korábbi nevei Bánhida–Erőmű, illetve Tatabányai erőmű voltak. A város belterületének nyugati részén elterülő Erőmű-lakótelep közelében helyezkedik el, attól nem messze déli irányban; közúti elérését a 8135.ös útból kiágazó önkormányzati utak teszik lehetővé.
2023. december 9-től Bánhida megállóhelyen a járatok feltételesen állnak meg.

## Áthaladó vasútvonalak
- Tatabánya–Oroszlány-vasútvonal (12)
- Tatabánya–Pápa-vasútvonal (13) – személyforgalom szünetel[1]

## Megközelítés tömegközlekedéssel
- Helyi busz:  2, 4E
- Busz:  8419, 8441, 8442, 8443, 8460, 8462, 8464

## Forgalom
| Járat | Útvonal | Gyakoriság |
| ----- | --- | ---------- |
| S12   | Budapest-Déli – Budapest-Kelenföld – Budaörs – Törökbálint – Biatorbágy – Herceghalom – Bicske alsó – Bicske – Szár – Szárliget – Alsógalla – Tatabánya – Bánhida – Környe – Kecskéd alsó – Oroszlány | Óránként   |

## Korábbi elnevezései
- Bánhida, Alsógalla, Felsőgalla és Tatabánya községek egyesítése és Tatabánya néven várossá nyilvánítása (1947) előtt: Bánhida–Erőmű
- A tatabányai állomásnevek rendszerváltás utáni átrendezéséig: Tatabányai erőmű.[1]